# AEW World Trios Championship
L'AEW World Trios Championship (que l'on peut traduire par championnat du monde en trio de l'AEW) est un championnat de catch (lutte professionnelle) utilisé par la All Elite Wrestling.

## Historique
Le 27 juillet 2022 à Dynamite: Fight for the Fallen, Excalibur, Taz et Tony Schiavone présentent les trois ceintures, puis annoncent qu'un tournoi sera organisé entre des équipes de trois, et que les deux derniers trios s'affronteront en finale, qui aura lieu le 4 septembre à All Out, pour déterminer les premiers champions du monde en trio de l'AEW.
Les équipes annoncées comme participantes pour le tournoi sont :
- Death Triangle (PAC et les Lucha Brothers)
- House of Black (Malakai Black, Buddy Matthews et Brody King)
- Andrade El Idolo, Rush et Dragon Lee
- Best Friends (Chuck Taylor, Trent Beretta et Orange Cassidy)
- The Dark Order (Alex Reynolds, John Silver et Preston Vance)
- The Elite (Les Young Bucks et Kenny Omega)
- TrustBusters (Ariya Daivari, Parker Boudreaux et Slim J)
- The United Empire (Will Ospreay et Aussie Open)

### Tournoi inaugural
|  | Quarts de finale                     | Quarts de finale                     | Quarts de finale | Quarts de finale |                   |                   | Demi-finales | Demi-finales | Demi-finales | Demi-finales |  |  | Finale                   | Finale                   | Finale                   | Finale                   |
|  |                                      |                                      |                  |                  |                   |                   |              |              |              |              |  |  |                          |                          |                          |                          |
|  | Le 24 août                           | Le 24 août                           | Le 24 août       | Le 24 août       |                   |                   | Le 31 août   | Le 31 août   | Le 31 août   | Le 31 août   |  |  | Le 4 septembre à All Out | Le 4 septembre à All Out | Le 4 septembre à All Out | Le 4 septembre à All Out |
|  | Le 24 août                           | Le 24 août                           | Le 24 août       | Le 24 août       |                   |                   | Le 31 août   | Le 31 août   | Le 31 août   | Le 31 août   |  |  | Le 4 septembre à All Out | Le 4 septembre à All Out | Le 4 septembre à All Out | Le 4 septembre à All Out |
|  | Death Triangle                       | Death Triangle                       | 24:51            | 24:51            |                   |                   | Le 31 août   | Le 31 août   | Le 31 août   | Le 31 août   |  |  | Le 4 septembre à All Out | Le 4 septembre à All Out | Le 4 septembre à All Out | Le 4 septembre à All Out |
|  | Death Triangle                       | Death Triangle                       | 24:51            | 24:51            |                   |                   | Le 31 août   | Le 31 août   | Le 31 août   | Le 31 août   |  |  | Le 4 septembre à All Out | Le 4 septembre à All Out | Le 4 septembre à All Out | Le 4 septembre à All Out |
|  | United Empire                        | United Empire                        | Tombé            | Tombé            |                   |                   | Le 31 août   | Le 31 août   | Le 31 août   | Le 31 août   |  |  | Le 4 septembre à All Out | Le 4 septembre à All Out | Le 4 septembre à All Out | Le 4 septembre à All Out |
|  | United Empire                        | United Empire                        | Tombé            | Tombé            | The United Empire | The United Empire | 18:59        | 18:59        |              |              |  |  | Le 4 septembre à All Out | Le 4 septembre à All Out | Le 4 septembre à All Out | Le 4 septembre à All Out |
|  | Le 17 août                           |                                      |                  |                  | The United Empire | The United Empire | 18:59        | 18:59        |              |              |  |  | Le 4 septembre à All Out | Le 4 septembre à All Out | Le 4 septembre à All Out | Le 4 septembre à All Out |
|  |                                      |                                      | The Elite        | The Elite        | Tombé             | Tombé             |              |              |              |              |  |  | Le 4 septembre à All Out | Le 4 septembre à All Out | Le 4 septembre à All Out | Le 4 septembre à All Out |
|  | Andrade El Idolo, Rush et Dragon Lee | Andrade El Idolo, Rush et Dragon Lee | The Elite        | The Elite        | Tombé             | Tombé             | 20:50        | 20:50        |              |              |  |  | Le 4 septembre à All Out | Le 4 septembre à All Out | Le 4 septembre à All Out | Le 4 septembre à All Out |
|  | Andrade El Idolo, Rush et Dragon Lee | Andrade El Idolo, Rush et Dragon Lee | Le 2 septembre   |                  |                   |                   | 20:50        | 20:50        |              |              |  |  | Le 4 septembre à All Out | Le 4 septembre à All Out | Le 4 septembre à All Out | Le 4 septembre à All Out |
|  | The Elite                            | The Elite                            | Tombé            | Tombé            |                   |                   |              |              |              |              |  |  | Le 4 septembre à All Out | Le 4 septembre à All Out | Le 4 septembre à All Out | Le 4 septembre à All Out |
|  | The Elite                            | The Elite                            | Tombé            | Tombé            | The Elite         | The Elite         | Tombé        | Tombé        |              |              |  |  |                          |                          |                          |                          |
|  | Le 26 août                           |                                      |                  |                  | The Elite         | The Elite         | Tombé        | Tombé        |              |              |  |  |                          |                          |                          |                          |
|  |                                      |                                      | The Dark Order   | The Dark Order   | 19:50             | 19:50             |              |              |              |              |  |  |                          |                          |                          |                          |
|  | House of Black                       | House of Black                       | The Dark Order   | The Dark Order   | 19:50             | 19:50             | 9:03         | 9:03         |              |              |  |  |                          |                          |                          |                          |
|  | House of Black                       | House of Black                       |                  |                  |                   |                   |              |              |              |              |  |  |                          |                          |                          |                          |
|  | The Dark Order                       | The Dark Order                       | Tombé            | Tombé            |                   |                   |              |              |              |              |  |  |                          |                          |                          |                          |
|  | The Dark Order                       | The Dark Order                       | Tombé            | Tombé            | The Dark Order    | The Dark Order    | Tombé        | Tombé        |              |              |  |  |                          |                          |                          |                          |
|  | Le 19 août                           |                                      |                  |                  | The Dark Order    | The Dark Order    | Tombé        | Tombé        |              |              |  |  |                          |                          |                          |                          |
|  |                                      |                                      | Best Friends     | Best Friends     | 11:10             | 11:10             |              |              |              |              |  |  |                          |                          |                          |                          |
|  | TrustBusters                         | TrustBusters                         | Best Friends     | Best Friends     | 11:10             | 11:10             | 10:32        | 10:32        |              |              |  |  |                          |                          |                          |                          |
|  | TrustBusters                         | TrustBusters                         |                  |                  |                   |                   |              | 10:32        |              |              |  |  |                          |                          |                          |                          |
|  | Best Friends                         | Best Friends                         | Tombé            | Tombé            |                   |                   |              |              |              |              |  |  |                          |                          |                          |                          |
|  | Best Friends                         | Best Friends                         | Tombé            | Tombé            |                   |                   |              |              |              |              |  |  |                          |                          |                          |                          |
|  |                                      |                                      |                  |                  |                   |                   |              |              |              |              |  |  |                          |                          |                          |                          |

## Historique des règnes
| # | Champions                                                               | Nombre de règnes | Date             | Durée | Évènement  | Lieu                       | Notes | Réf    |
| - | ----------------------------------------------------------------------- | ---------------- | ---------------- | ----- | ---------- | -------------------------- | --- | ------ |
| 1 | The Elite (Kenny Omega et The Young Bucks)                              | 1er              | 4 septembre 2022 | 3     | All Out    | Hoffman Estates (Illinois) | En battant le Dark Order (Alex Reynolds et John Silver) et "Hangman" Adam Page en finale du tournoi inaugural, ils deviennent les premiers champions du monde Trios de l'histoire. | [ 2 ]  |
| — | Vacant                                                                  | —                | 7 septembre 2022 | —     | Dynamite   | Buffalo (New York)         | Le président de la AEW, Tony Khan, annonce la suspension de l'Elite, ainsi que la vacation du titre mondial et des titres mondiaux Trios à la suite d'une bagarre qui s'est déroulée entre l'Elite, Ace Steel et CM Punk dans les coulisses du PPV. | [ 3 ]  |
| 2 | Death Triangle (PAC et The Lucha Brothers)                              | 1er              | 7 septembre 2022 | 126   | Dynamite   | Buffalo (New York)         | En battant les Best Friends (Chuck Taylor, Trent Beretta et Orange Cassidy), ils deviennent les seconds champions du monde Trios. De ce fait, PAC devient également double champion, puisqu'il détient aussi le titre All-Atlantic. | [ 3 ]  |
| 3 | The Elite (Kenny Omega et The Young Bucks)                              | 2e               | 11 janvier 2023  | 53    | Dynamite   | Los Angeles (Californie)   | En prenant leur revanche sur le Death Triangle dans un Escalera de la Muerte du dernier Best of Seven Series match, ils deviennent le premier trio à gagner deux fois les ceintures. | [ 4 ]  |
| 4 | House of Black (Malakai Black, Brody King et Buddy Matthews)            | 1er              | 5 mars 2023      | 175   | Revolution | San Francisco (Californie) | En battant l'Elite (Kenny Omega et les Young Bucks), ls deviennent les troisièmes champions du monde Trios. | [ 5 ]  |
| 5 | The Acclaimed (Anthony Bowens, Max Caster et Billy Gunn)                | 1er              | 27 août 2023     | 238   | All In     | Londres ( Royaume-Uni)     | En battant la House of Black (Malakai Black, Brody King et Buddy Matthews), ils deviennent les quatrièmes champions du monde Trios. | [ 6 ]  |
| 6 | Bang Bang Gang (Jay White, Austin Gunn et Colten Gunn)                  | 1er              | 21 avril 2024    | 83    | Dynasty    | Saint-Louis (Missouri)     | En battant The Acclaimed (Anthony Bowens, Max Caster et Billy Gunn) dans un Trios Tag Team Winner Takes All match, en plus de conserver leurs titres mondiaux par équipes de 3 de la ROH, ils deviennent les cinquièmes champions du monde Trios, doubles champions et le premier trio à détenir en même temps les trois ceintures de deux compagnies.      | [ 7 ]  |
| — | Vacant                                                                  | —                | 13 juillet 2024  | 7     | Collision  | Calgary ( Canada)          | En raison de la blessure de Jay White et du fait que Juice Robinson ne puisse pas devenir le champion remplaçant, le président par intérim de la compagnie, Christopher Daniels, annonce la vacation des six ceintures. Cependant, il annonce un Trios match entre le Patriarchy et le Bang Bang Gang pour les ceintures qui aura lieu la semaine suivante. | [ 8 ]  |
| 7 | The Patriarchy (Christian Cage, Killswitch et "The Prodigy" Nick Wayne) | 1er              | 20 juillet 2024  | 36    | Collision  | Arlington (Texas)          | En battant Bang Bang Gang (Juice Robinson, Austin et Colten Gunn), ils deviennent les sixièmes champions du monde Trios. | [ 9 ]  |
| 8 | Death Riders (Claudio Castagnoli, Wheeler Yuta et PAC (2))              | 1er              | 25 août 2024     | 234   | All In     | Londres ( Royaume-Uni)     | En battant The Patriarchy dans un 4-Way London Ladder match qui inclut également House of Black et Bang Bang Gang, ils deviennent les septièmes champions du monde Trios. PAC devient le 4e catcheur à gagner deux fois les ceintures et le premier catcheur à les gagner deux fois avec deux partenaires différents.                                       | [ 10 ] |
| 9 | The Opps (Samoa Joe, Katsuyori Shibata et Powerhouse Hobbs)             | 1er              | 16 avril 2025    | 71+   | Dynamite   | Boston (Massachusetts)     | En battant les Death Riders (Jon Moxley, Claudio Castagnoli et Wheeler Yuta) par soumission, ils deviennent les huitièmes champions du monde Trios. | [ 11 ] |

## Règnes combinés

### En solo
| Signe | Notes                          |
| ----- | ------------------------------ |
|       | Travaille actuellement à l'AEW |

| Rang | Champion           | Règnes | Jours | 1re victoire   |
| ---- | ------------------ | ------ | ----- | -------------- |
| 1    | PAC                | 2      | 431+  | 7 sept. 2022   |
| 2    | Anthony Bowens     | 1      | 238   | 27 août 2023   |
| 2    | Max Caster         | 1      | 238   | 27 août 2023   |
| 2    | Billy Gunn         | 1      | 238   | 27 août 2023   |
| 5    | Claudio Castagnoli | 1      | 305+  | 25 août 2024   |
| 5    | Wheeler Yuta       | 1      | 305+  | 25 août 2024   |
| 67   | Malakai Black      | 1      | 175   | 5 mars 2023    |
| 67   | Brody King         | 1      | 175   | 5 mars 2023    |
| 67   | Buddy Matthews     | 1      | 175   | 5 mars 2023    |
| 10   | Penta Oscuro       | 1      | 126   | 7 sept. 2022   |
| 10   | Rey Fénix          | 1      | 126   | 7 sept. 2022   |
| 12   | Jay White          | 1      | 80    | 21 avr. 2024   |
| 12   | Austin Gunn        | 1      | 80    | 21 avr. 2024   |
| 12   | Colten Gunn        | 1      | 80    | 21 avr. 2024   |
| 15   | Kenny Omega        | 2      | 56    | 4 sept. 2022   |
| 15   | Matt Jackson       | 2      | 56    | 4 sept. 2022   |
| 15   | Nick Jackson       | 2      | 56    | 4 sept. 2022   |
| 18   | Christian Cage     | 1      | 36    | 20 juill. 2024 |
| 18   | Killswitch         | 1      | 36    | 20 juill. 2024 |
| 18   | Nick Wayne         | 1      | 36    | 20 juill. 2024 |

### Par équipe
| Signe | Notes                          |
| ----- | ------------------------------ |
|       | Travaille actuellement à l'AEW |

| Rang | Champion                                                      | Règnes | Jours | 1re victoire   |
| ---- | ------------------------------------------------------------- | ------ | ----- | -------------- |
| 1    | The Acclaimed (Anthony Bowens , Max Caster et Billy Gunn )    | 1      | 238   | 27 août 2023   |
| 2    | Death Riders (Claudio Castagnoli , Wheeler Yuta et PAC )      | 1      | 305+  | 25 août 2024   |
| 3    | House of Black (Malakai Black, Brody King et Buddy Matthews ) | 1      | 175   | 5 mars 2023    |
| 4    | Death Triangle (PAC , Penta Oscuro et Rey Fénix)              | 1      | 126   | 7 sept. 2022   |
| 5    | Bullet Club Gold (Jay White , Austin Gunn et Colten Gunn )    | 1      | 80    | 21 avr. 2024   |
| 6    | The Elite (Kenny Omega , Matt Jackson et Nick Jackson )       | 2      | 56    | 4 sept. 2022   |
| 7    | The Patriarchy (Christian Cage , Killswitch et Nick Wayne )   | 1      | 36    | 20 juill. 2024 |